# Extravasazione
In medicina, la parola extravasazione letteralmente indica la migrazione di una qualunque particella al di fuori del torrente circolatorio. Quando la fuoriuscita riguarda un elemento cellulato si può parlare anche di diapedesi. L'extravasazione può avvenire per diversi motivi:
- scambio di metaboliti e cataboliti: l'ossigeno, l'anidride carbonica, le sostanze nutritizie e quelle di scarto delle cellule passano normalmente dentro e fuori dal torrente circolatorio, seguendo un gradiente di concentrazione;

- rielaborazione dei componenti del sangue: alcuni organi, come il fegato, possiedono una circolazione aperta, cioè molto permeabile, che permette ad alcune sostanze, come il glucosio, i farmaci o molti tipi di tossine, di fuoriuscire con facilità per essere captate dagli epatociti, che ne regolano la concentrazione nel sangue;

- eliminazione delle scorie: a livello del nefrone l'acqua e molte sostanze di scarto, come l'urea, fuoriescono dai capillari glomerulari per riversarsi nella capsula di Bowman, dove si accumula la preurina;

- difesa: nel corso dei processi infiammatori, vengono secrete particolari citochine che fanno aumentare la permeabilità vasale, in modo che le cellule immunitarie possano fuoriuscire dalla circolazione e riversarsi nella zona da difendere (extravasazione leucocitaria);

- processi patologici: nel corso di alcune malattie tumorali, le cellule metastatiche, staccatesi dal tumore primitivo, possono fuoriuscire dalla circolazione in determinate sedi dove danno localizzazioni secondarie (o metastasi) del tumore stesso.